# (2231) Durrell
Pour les articles homonymes, voir Durrell.
(2231) Durrell est un astéroïde de la ceinture principale.

## Description
(2231) Durrell est un astéroïde de la ceinture principale. Il fut découvert le 21 septembre 1941 à Uccle par Sylvain Arend. Il présente une orbite caractérisée par un demi-grand axe de 2,73 UA, une excentricité de 0,25 et une inclinaison de 8,2° par rapport à l'écliptique.

## Compléments